# Kruševo (Novi Pazar)
Kruševo (Servisch cyrillisch Крушево) is een plaats in de Servische gemeente Novi Pazar. De plaats telt 486 inwoners (2002).